# Октасульфид пентаванадия
Октасульфид пентаванадия — бинарное неорганическое соединение
ванадия и серы
с формулой V5S8,
кристаллы.

## Получение
- Нагревание стехиометрической смеси чистых веществ:

{\displaystyle {\mathsf {5V+8S\ {\xrightarrow {850^{o}C}}\ V_{5}S_{8}}}}

## Физические свойства
Октасульфид пентаванадия образует кристаллы
моноклинная сингония, пространственная группа C 2/m, параметры ячейки a = 1,13 нм, b = 0,66 нм, c = 0,81 нм, β = 135°, Z = 4
.
Соединение разлагается при температуре ≈850°С
и имеет область гомогенности 37,5÷42 ат.% ванадия.
При температуре ниже 25 К соединение переходит в антиферромагнитное состояние .